# Lisie Jamy (gromada)
Lisie Jamy – dawna gromada, czyli najmniejsza jednostka podziału terytorialnego Polskiej Rzeczypospolitej Ludowej w latach 1954–1972.
Gromady, z gromadzkimi radami narodowymi (GRN) jako organami władzy najniższego stopnia na wsi, funkcjonowały od reformy reorganizującej administrację wiejską przeprowadzonej jesienią 1954 do momentu ich zniesienia z dniem 1 stycznia 1973, tym samym wypierając organizację gminną w latach 1954–1972.
Gromadę Lisie Jamy z siedzibą GRN w Lisich Jamach utworzono – jako jedną z 8759 gromad na obszarze Polski – w powiecie lubaczowskim w woj. rzeszowskim na mocy uchwały nr 26/54 WRN w Rzeszowie z dnia 5 października 1954. W skład jednostki wszedł obszar dotychczasowej gromady Lisie Jamy wraz z przysiółkiem Wólka Krowicka z dotychczasowej gromady Krowica Hołodowska ze zniesionej gminy Lisie Jamy oraz obszar dotychczasowej gromady Dąbrowa ze zniesionej gminy Dąbków w tymże powiecie. Dla gromady ustalono 15 członków gromadzkiej rady narodowej.
31 grudnia 1961 do gromady Lisie Jamy włączono obszar zniesionej gromady Młodów w tymże powiecie; z gromady Lisie Jamy wyłączono natomiast przysiółek Wólka Krowicka, włączając go do gromady Krowica Hołodowska tamże; równocześnie siedzibę gromady Lisie Jamy przeniesiono do miasta Lubaczowa (zachowując nazwę gromada Lisie Jamy).
Gromada przetrwała do końca 1972 roku, czyli do kolejnej reformy gminnej.